# Mae Murray
Mae Murray, nata Marie Adrienne Koenig (New York, 10 maggio 1885 – Woodland Hills, 23 marzo 1965), è stata un'attrice, ballerina e sceneggiatrice statunitense.
Iniziò la sua carriera come ballerina. Quando approdò al cinema, divenne uno dei miti del cinema muto. Soprannominata "La gardenia dello schermo", recitò a fianco di star come Rodolfo Valentino e John Gilbert. Sposata per sei anni con il regista Robert Z. Leonard, da cui venne diretta in numerose pellicole, è passata alla storia del cinema per essere stata la protagonista nel 1925 di La vedova allegra di Erich von Stroheim. All'avvento del sonoro, dopo un paio di film parlati in cui dimostrò di non poter reggere le nuove tecniche di recitazione, si ritirò dallo schermo. Riapparve solo negli anni 1950, producendo anche tre film.

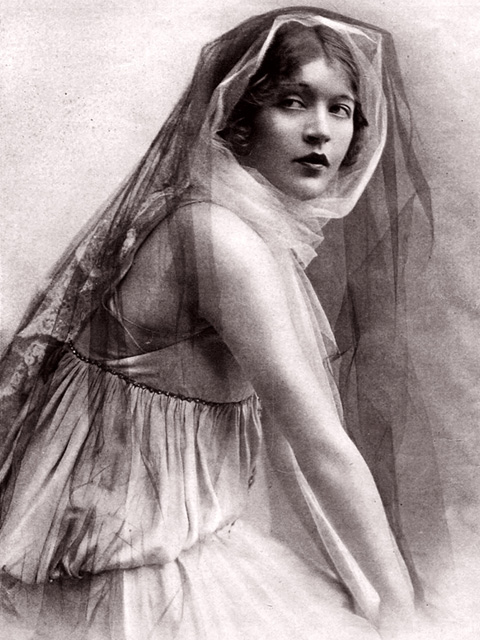
Mae Murray nel 1916

## Biografia
Nata a New York, Mae Murray cominciò la sua carriera artistica sui palcoscenici di Broadway insieme a Vernon Castle. Il suo nome appare insieme a quello del famoso ballerino nel cast di About Town, una commedia musicale che debuttò il 30 agosto 1906 all'Herald Square Theatre.
Nel 1908, Mae Murray entrò a far parte del corpo di ballo negli spettacoli di Florenz Ziegfeld, lavorando alle Follies fino al 1915. Divenuta una delle stelle del musical e della danza, si recò in tournée negli Stati Uniti e in Europa, avendo come partner ballerini del calibro di Clifton Webb, Rodolfo Valentino, John Gilbert.
Nel 1908, si sposò con William M. Schwenker, Jr., ma il matrimonio finì rapidamente. Il suo secondo marito fu il campione olimpico di bob Jay O'Brien, che sposò nel 1916 (divorzierà anche da lui l'anno dopo).
Il produttore cinematografico Adolph Zukor, che l'aveva vista in Ziegfeld Follies of 1915, le offrì un contratto. Fu l'occasione, per lei, di poter finalmente debuttare sullo schermo. Nel 1916, uscì il suo primo film, To Have and to Hold, una romantica avventura che mescolava colonie americane, pirati e complotti politici di cui lei era protagonista insieme a Wallace Reid. Nel 1919, l'affiancarono a Rodolfo Valentino in due film, La diva del Tabarin e The Big Little Person. Entrambe le pellicole furono dirette da Robert Z. Leonard che, il 18 agosto 1918, era diventato il suo terzo marito.
Al culmine della popolarità, Mae Murray fondò, insieme a Leonard una propria casa di produzione. Nel 1922 venne distribuito il loro primo film, prodotto dalla Tiffany Pictures, Peacock Alley, che era diretto dallo stesso Leonard e interpretato dalla diva. Peacock Alley incontrò il favore del pubblico, diventando un grande successo commerciale, il più grande della carriera di Mae Murray. Tanto che, quando l'attrice dovette affrontare il passaggio dal muto al sonoro, ricorse proprio al remake di Peacock Alley per presentarsi al pubblico ma con un risultato non esaltante. Dal 1922 al 1924, la coppia Murray-Leonard sfornò per la Tiffany una serie di otto film il cui ultimo fu Circe la maga. Subito dopo, il 26 maggio 1925, i due divorziarono e misero fine anche alla loro collaborazione artistica. La Tiffany venne rifondata e, dal 1927, per tre anni, la sua gestione venne affidata al regista e produttore John M. Stahl, venendo ribattezzata Tiffany-Stahl Productions.

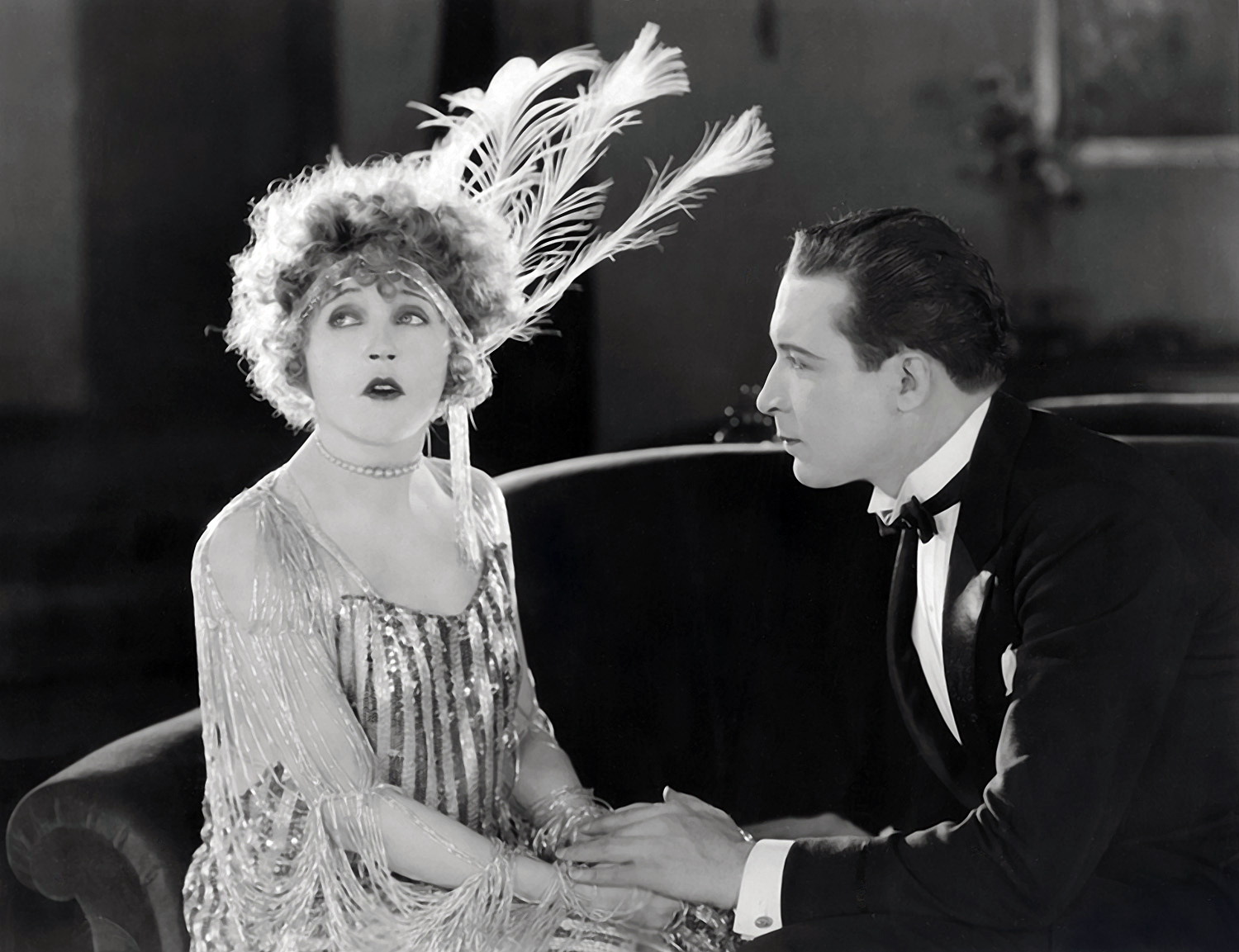
Mae Murray e Monte Blue in Broadway Rose di Robert Z. Leonard (1922)

Dopo la sua separazione da Leonard, la star ricoprì quello che sarebbe diventato il suo ruolo più famoso, quello della ballerina statunitense che si trasforma in una sofisticata milionaria nella versione di Stroheim della Vedova allegra, dove Mae Murray recitò a fianco di John Gilbert. La lavorazione del film fu estremamente travagliata, con continui alterchi tra lei e il regista. Ma, nonostante questo, il film resta un caposaldo della storia del cinema.
Nel 1931 venne affiancata a Irene Dunne, una giovane attrice agli esordi, a Lowell Sherman e al divo del muto Norman Kerry per il film Bachelor Apartment. La critica non fu favorevole e l'attrice girò poi solo un altro film, High Stakes, sempre a fianco di Sherman.
Per un breve periodo, l'attrice tenne anche una rubrica settimanale per un giornale della catena Hearst.

### Il declino
Diva oltremodo affermata, Murray aveva fatto parte come tanti nomi celebri di Hollywood del Motion Picture Relief Fund (che, in seguito, avrebbe preso il nome di Motion Picture & Television Fund), un'associazione benefica nata nel 1921 che offriva assistenza e cure a coloro che avevano lavorato nell'industria cinematografica e che non avevano più risorse proprie. Un'associazione che, anni dopo, avrebbe dato assistenza alla stessa attrice, quando ormai era costretta a vivere in condizioni disagiate.

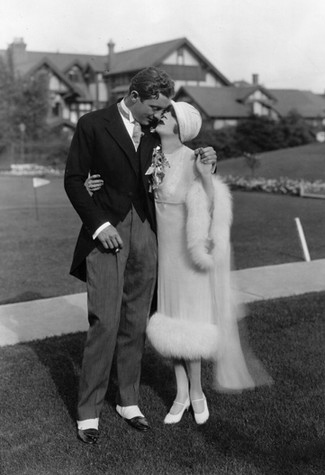
Il principe Mdivani e Mae Murray (1926)

Il vero momento di crisi della sua carriera era arrivato quando il suo quarto marito, il "principe" David Mdivani (un falso nobile georgiano i cui due fratelli Serge e Alexis avevano sposato rispettivamente uno l'attrice Pola Negri, l'altro l'ereditiera Barbara Hutton) diventò il suo manager, consigliandola a lasciare la MGM. Mae seguì il consiglio e lasciò la casa di produzione rompendo il contratto senza tante cerimonie, recandosi in Europa con il nuovo marito. Provocò così le ire di Mayer, il boss dello studio che, in seguito, quando lei - pentita - volle ritornare sui suoi passi, si rifiutò di aver ancora a che fare con lei. Non solo, l'ostilità di Mayer nei suoi confronti si manifestò anche nell'inserirla in una lista nera che la vedeva rifiutata da tutti gli studi di Hollywood.

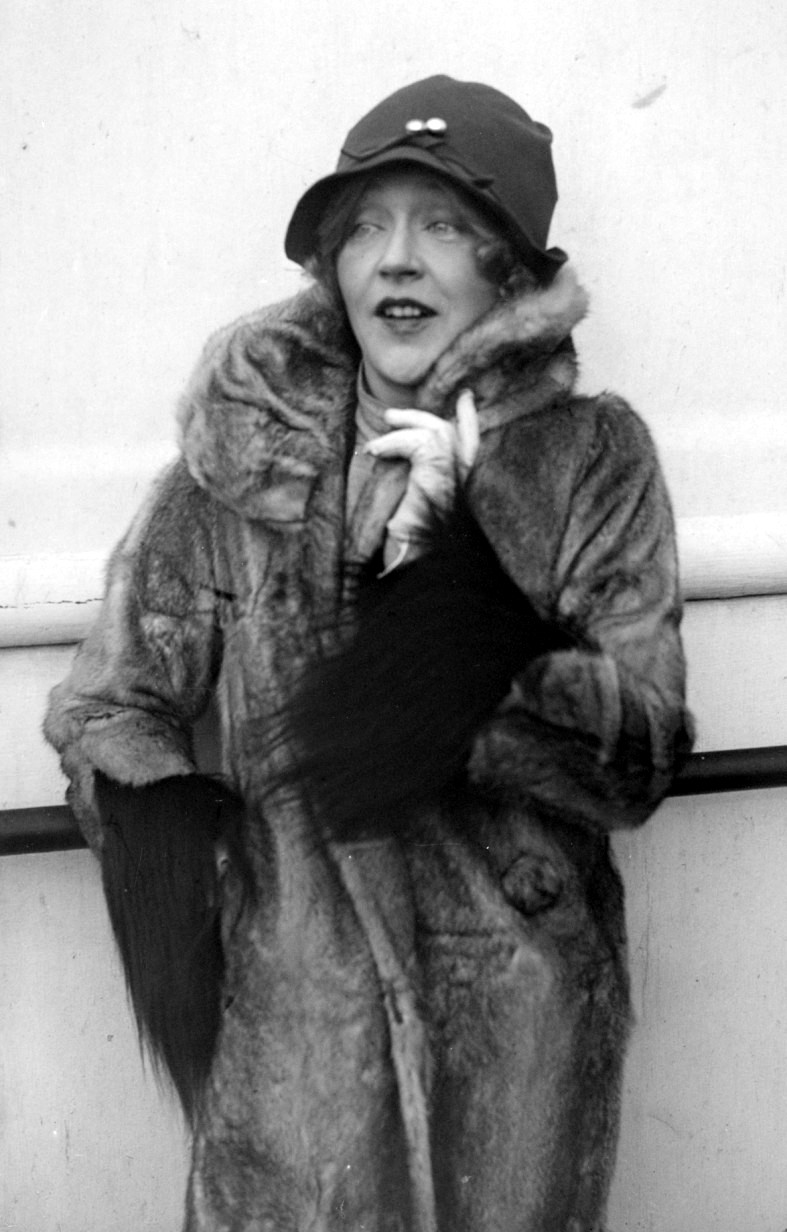
Mae Murray nel 1926

Murray e Mdivani, sposati nel 1926, divorziarono nel 1933 dopo aver dato fondo a tutto il denaro di Mae, sperperato in Europa a causa di un tenore di vita brillante e dispendioso. Dal matrimonio era nato nel 1927 un bambino, Koran David Mdivani. Il piccolo venne cresciuto a New York da Sara Elizabeth "Bess" Cunning che l'aveva conosciuto e s'era presa cura di lui quando David era stato ricoverato per un'operazione eseguita dal fratello, il chirurgo David Cunning. Il bambino, oggetto di una controversia legale tra Mdivani e Mae Murray, venne poi adottato da Sara Cunning nel 1940 acquisendo il nome di Daniel Michael Cunning.
Le finanze di Murray andarono al collasso e, per gran parte degli ultimi anni, l'attrice visse in povertà. Jane Ardmore scrisse su di lei The Self-Enchanted, una biografia autorizzata che, erroneamente, viene spesso considerata la sua autobiografia.
Negli anni quaranta, l'attrice comparve regolarmente al Diamond Horseshoe, il locale di Billy Rose specializzato in spettacoli vintage, sulle atmosfere dei gai anni passati. Spesso, vi si esibivano stelle già famose, sull'onda della nostalgia. Le apparizioni di Murray riscossero recensioni contrastanti e lei, pur avendo un buon successo con il suo famoso valzer tratto dalla Vedova allegra, non rinunciò mai a presentarsi con un trucco molto pesante e con vertiginose scollature che, ormai, mal si adattavano alla sua figura troppo matura.
Mae, incapace di riciclarsi come attrice in teatro o alla radio, si ridusse a vivere in un minuscolo appartamento di Los Angeles, chiusa in un mondo di fantasia dove lei continuava a essere bella, giovane e fascinosa, una sorta di Norma Desmond reale. Nel 1964, venne trovata a vagare per le strade di St. Louis che, apparentemente, lei credeva fosse New York. Senza un soldo e in stato confusionale, l'Esercito della Salvezza le pagò un albergo da 13 dollari e 20 e il ritorno in California. Sei mesi più tardi, l'attrice fu vittima di un ictus. Venne ricoverata alla Motion Picture House a Woodland Hills, una casa di riposo per artisti e professionisti del cinema.
Morì il 23 marzo 1965 all'età di 79 anni. Fu sepolta al Valhalla Memorial Park Cemetery, North Hollywood, California.

## Riconoscimenti
Per il suo contributo all'industria cinematografica, Mae Murray ha una stella sul Hollywood Walk of Fame al 6318 Hollywood Blvd.

## Filmografia

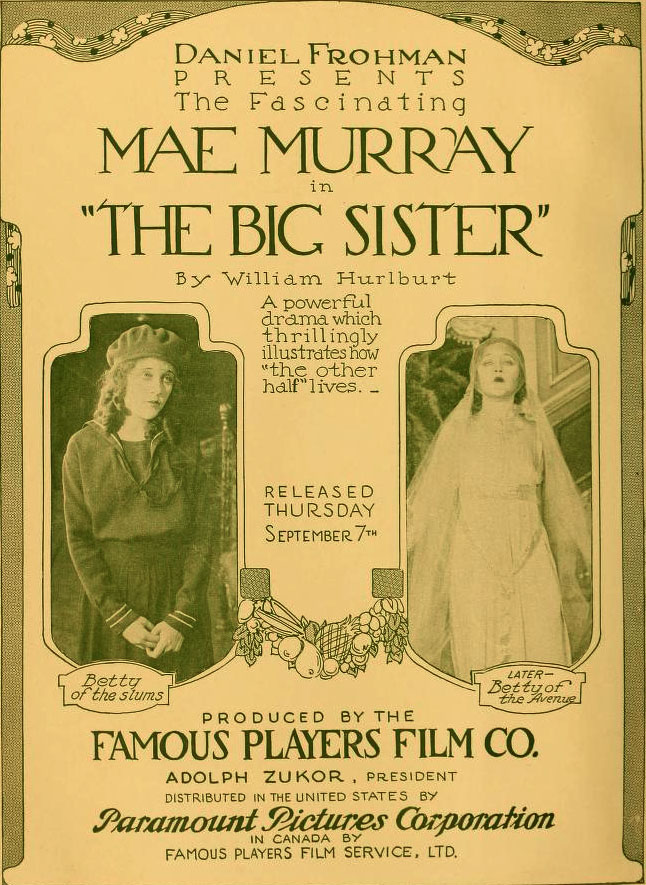
The Big Sister 1916)
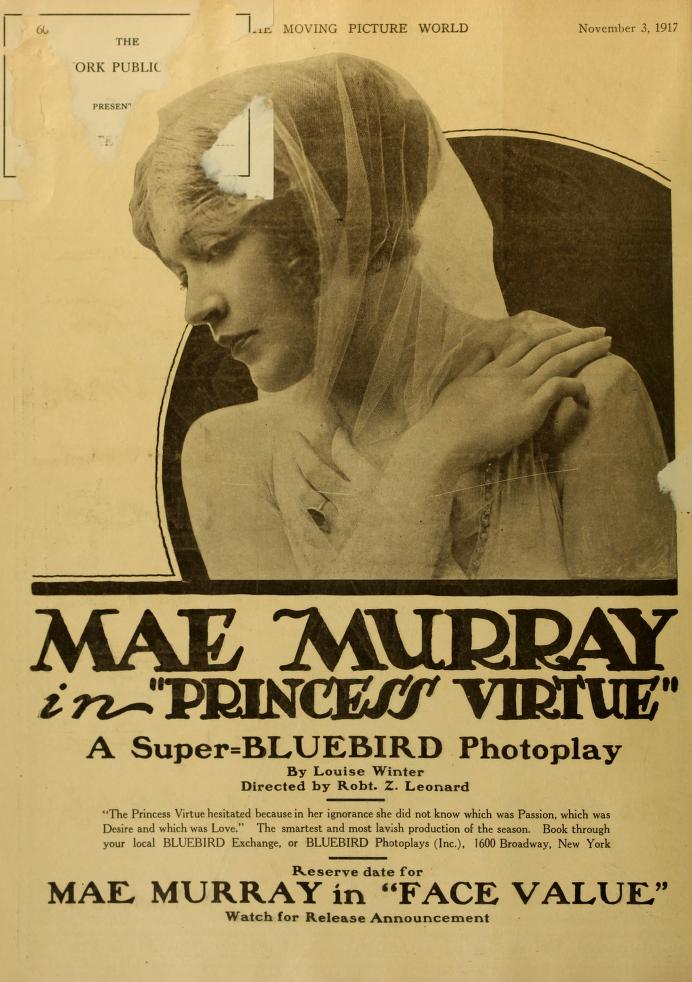
Princess Virtue (1917)
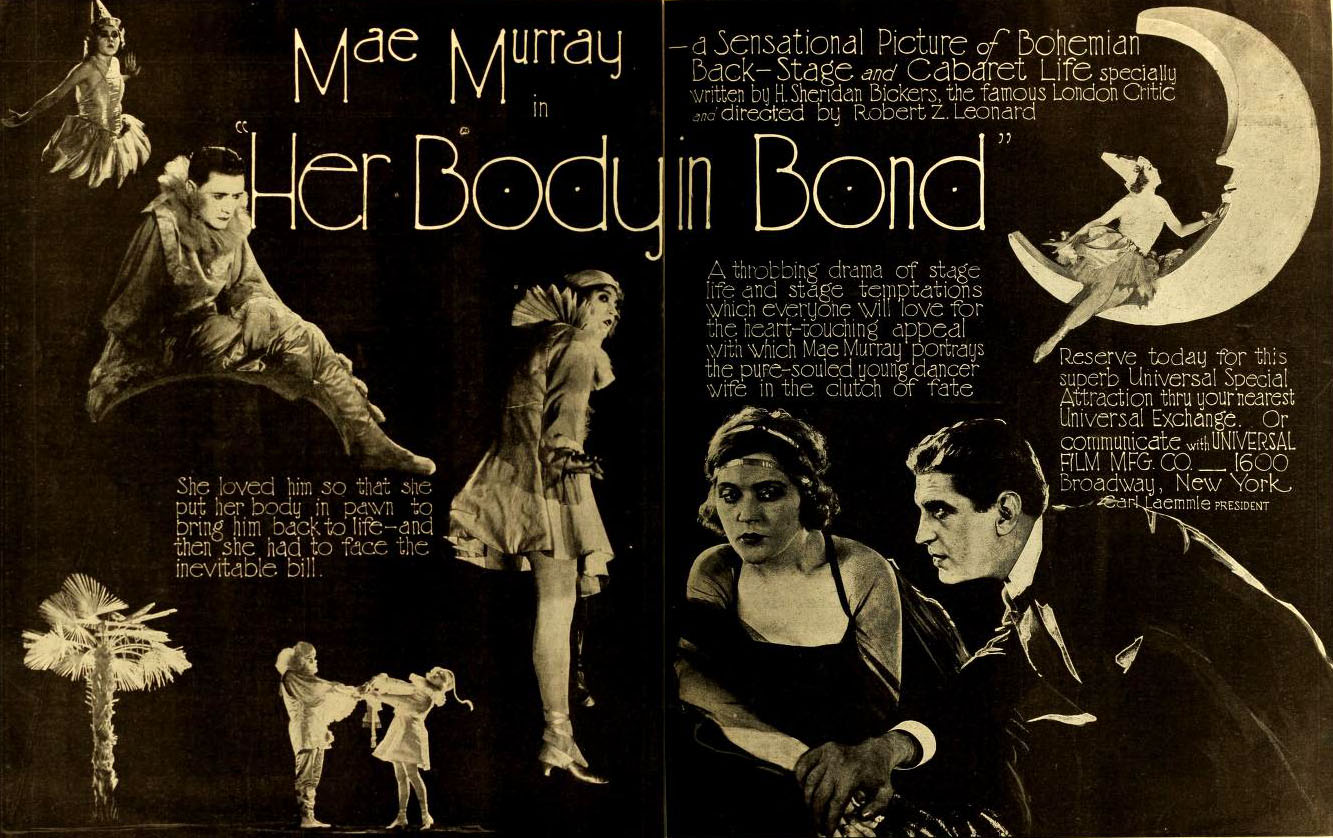
Her Body in Bond (1918)

Filmografia completa da IMDb. Quando manca il nome del regista, questo non viene riportato nei titoli.

### Attrice
- To Have and to Hold, regia di George Melford (1916)
- Sweet Kitty Bellairs, regia di James Young (1916)
- The Dream Girl, regia di Cecil B. DeMille (1916)
- The Big Sister, regia di John B. O'Brien (1916)
- The Plow Girl, regia di Robert Z. Leonard (1916)
- On Record, regia di Robert Z. Leonard (1917)
- A Mormon Maid, regia di Robert Z. Leonard (1917)
- The Primrose Ring, regia di Robert Z. Leonard (1917)
- At First Sight, regia di Robert Z. Leonard (1917)
- Princess Virtue, regia di Robert Z. Leonard (1917)
- Face Value, regia di Robert Z. Leonard (1917)
- The Bride's Awakening, regia di Robert Z. Leonard (1918)
- Cuor di donna (Her Body in Bond), regia di Robert Z. Leonard (1918)
- Amore moderno (Modern Love), regia di Robert Z. Leonard (1918)
- The Taming of Kaiser Bull cortometraggio (1918)
- Danger, Go Slow, regia di Robert Z. Leonard (1918)
- The Scarlet Shadow, regia di Robert Z. Leonard (1919)
- The Twin Pawns, regia di Léonce Perret (1919)
- La diva del Tabarin (The Delicious Little Devil), regia di Robert Z. Leonard (1919)
- What Am I Bid?, regia di Robert Z. Leonard (1919)
- The Big Little Person, regia di Robert Z. Leonard (1919)
- L'A.B.C. dell'amore (The ABC of Love), regia di Léonce Perret (1919)
- La figlia del vento (On with the Dance), regia di George Fitzmaurice (1920)
- The Right to Love, regia di George Fitzmaurice (1920)
- Idols of Clay, regia di George Fitzmaurice (1920)
- Quella che vi ama (The Gilded Lily), regia di Robert Z. Leonard (1921)
- Miss Gloria balla la danza del pavone (Peacock Alley), regia di Robert Z. Leonard (1922)
- L'incantesimo del piacere (Fascination), regia di Robert Z. Leonard (1922)
- La rosa di Broadway (Broadway Rose), regia di Robert Z. Leonard (1922)
- Jazzmania, regia di Robert Z. Leonard (1923)
- Bambola francese (The French Doll), regia di Robert Z. Leonard (1923)
- Gran mondo (Fashion Row), regia di Robert Z. Leonard (1923)
- La signorina Mezzanotte (Mademoiselle Midnight), regia di Robert Z. Leonard (1924)
- Circe la maga (Circe, the Enchantress), regia di Robert Z. Leonard (1924)
- La vedova allegra (The Merry Widow), regia di Erich von Stroheim (1925)
- La sposa mascherata (The Masked Bride), regia di Christy Cabanne e (non accreditato) Josef von Sternberg (1925)
- Valencia, regia di Dimitri Buchowetzki (1926)
- L'altare dei desideri (Altars of Desire), regia di Christy Cabanne (1927)
- Peacock Alley, regia di Marcel De Sano (1930)
- Bachelor Apartment, regia di Lowell Sherman (1931)
- High Stakes, regia di Lowell Sherman (1931)

### Sceneggiatrice
- Face Value, regia di Robert Z. Leonard (storia) (1917)
- Amore moderno (Modern Love), regia di Robert Z. Leonard (1918)
- Danger, Go Slow, regia di Robert Z. Leonard (sceneggiatura) (1918)

### Produttrice
- Dick Barton Strikes Back, regia di Godfrey Grayson - produttrice associata con Anthony Hinds (1949)
- Come Dance with Me, regia di Mario Zampi - produttrice associate con Mario Zampi (1950)
- Shadow of the Past, regia di Mario Zampi (1950)

### Colonna sonora
- Peacock Alley, regia di Marcel De Sano - interprete di In My Dreams, You Still Belong to Me (1930)

### Film e documentari dove appare Mae Murray
- United States Fourth Liberty Loan Drive, regia di Frank Lloyd (1918)
- Screen Snapshots, Series 1, No. 17 documentario (1921)
- Screen Snapshots, Series 3, No. 14 documentario (1922)
- Married Flirts, regia di Robert Vignola - sé stessa (1924)
- 1925 Studio Tour documentario (1925)
- Maschere di celluloide (Show People), regia di King Vidor (1928)
- Screen Snapshots Series 9, No. 24 documentario (1930)
- The Film Parade, regia di J. Stuart Blackton - sé stessa / filmati di repertorio (1933)
- The Legend of Rudolph Valentino, regia di Graeme Ferguson (1961)
- Le dee dell'amore (The Love Goddesses) documentario di Saul J. Turell - filmati di repertorio (1965)
- The Age of Ballyhoo, documentario di David H. Shepard - sé stessa (1973)
- Star Treatment, episodio tv di Hollywood, regia di Kevin Brownlow e David Gill (1980)
- Vaudeville, episodio tv di American Masters (1997)

### Spettacoli teatrali
- About Town (Broadway, 30 agosto 1906)
- The Great Decide (Broadway, 30 agosto 1906)
- About Town (Broadway, 15 novembre 1906)
- Fascinating Flora (Broadway, 20 maggio 1907)
- The Alaskan (Broadway, 12 agosto 1907)
- The Hoyden (Broadway, 19 ottobre 1907)
- The-Merry-Go-Round (Broadway, 25 aprile 1908)
- Ziegfeld Follies of 1908 (Broadway, 15 giugno 1908)
- The Young Turk (Broadway, 31 gennaio 1910)
- The Bachelor Belles (Broadway, 7 novembre 1910)
- Her Little Highness (Broadway, 13 ottobre 1913 - 25 ottobre 1913)
- Miss Daisy (Broadway, 9 settembre 1914)
- Ziegfeld Follies of 1915, prodotto da Florenz Ziegfeld, Jr. (Broadway, 21 giugno 1915)